# To All Our Escapes
To All Our Escapes is een album gemaakt door "Ozark Henry" (Piet Goddaer) en Frank Deruytter, in samenwerking met engineer en mixer Marc François, in de BSB Studios in Brussel.

## Algemeen
Sunzoo Manley is een bijproject van Ozark Henry. Het project ontstond in 1999 toen onder de naam LaTchak ft. Sunzoo Manley. Het is een samenwerking met Richard Jonckheere, beter bekend als Richard 23 van Front 242. Ze maakten een single If This Is Love, het is een dancenummer. Het nummer werd in vier uur gemaakt. Daarna was het een tijd stil rondom Sunzoo Manley. Het project werd echter nieuw leven ingeblazen doordat een meubel-designer, Dirk Wynants, muziek wilde die bij zijn meubel filosofie paste. Zo kwam er een doorstart van het Sunzoo Manley project en begonnen Piet Goddaer en Frank Deruytter aan het maken van het album To All Our Escapes. To All Our Escapes, werd in samenwerking met engineer en mixer Marc François gemaakt in de BSB Studios in Brussel. Het maken van het album kostte 10 dagen. Piet Goddaer wilde van Sunzoo Manley ook een groep maken maar door het succes van Ozark Henry en het album Birthmarks werd Sunzoo Manley meer naar de achtergrond verdrongen.

## Stijl
Dit album is door zijn experimentele karakter minder toegankelijk en de nummers staat meer in het teken van jazz en er zijn veel elektronische invloeden in te herkennen. Op het nummer Indulgence Is Such a Simple Thing na zijn alle nummers instrumentaal.

## Live
Sunzoo Manley heeft in 2001 opgetreden, onder andere op Pukkelpop 2001.

## Versies
Van dit album is maar één versie bekend. Eén cd met 9 nummers.

## Singles
Er is een single uitgegeven ter ondersteuning van dit album. Dit was het nummer Taxidriver.

## Nummers
Alle nummers zijn geschreven door Piet Goddaer en Frank Deruytter. Het nummer Taxidriver is alleen gecomponeerd door Piet Goddaer.
To All Our Escapes
1. " Amid the Breakers - (7:20)
2. " You Never Failed Me Yet - (3:36)
3. " Indulgence Is Such a Simple Thing - (5:16)
4. " A Jazzkatz Funeral - (2:53)
5. " Love Is a Dog from Hell - (4:53)
6. " To All Our Escapes - (6:57)
7. " A Junky's Christmas - (2:56)
8. " Homicide Is Human - (9:00)
9. " Taxidriver - (3:40)

## Muzikanten[7]
- Stephane Galland (drums)
- Frank Deruytter (klarinet, tenorsaxofoon)
- Piet Goddaer (keyboards, programmatie, spreekstem, synthesizer)